# Liste der Fahnenträger der somalischen Mannschaften bei Olympischen Spielen
Die Liste der Fahnenträger der somalischen Mannschaften bei Olympischen Spielen listet chronologisch alle Fahnenträger somalischer Mannschaften bei den Eröffnungs- (EF) und Abschlussfeiern (AF) Olympischer Spiele auf.

## Liste der Fahnenträger
| Mannschaft             | Veranstaltung | Fahnenträger (EF)      | Fahnenträger (AF)      |
| ---------------------- | ------------- | ---------------------- | ---------------------- |
| 1972 in München        | Sommerspiele  | Mohamed Aboker         |                        |
| 1984 in Los Angeles    | Sommerspiele  | Abdi Bile              |                        |
| 1988 in Seoul          | Sommerspiele  | Aboukar Hassan Adani   |                        |
| 1996 in Atlanta        | Sommerspiele  | Abdi Bile              |                        |
| 2000 in Sydney         | Sommerspiele  | Ibrahim Mohamed Aden   |                        |
| 2004 in Athen          | Sommerspiele  | (T) Mohamed Ahmed Alim | Volunteer              |
| 2008 in Peking         | Sommerspiele  | (O) Duran Farah        | (O) Khadija Adan Dahir |
| 2012 in London         | Sommerspiele  | Zamzam Mohamed Farah   | Zamzam Mohamed Farah   |
| 2016 in Rio de Janeiro | Sommerspiele  | Mohamed Daud Mohamed   | Mohamed Daud Mohamed   |
| 2020 in Tokio          | Sommerspiele  | Ramla Ali              | Volunteer              |
| 2020 in Tokio          | Sommerspiele  | Ali Idow Hassan        | Volunteer              |
| 2024 in Paris          | Sommerspiele  | Ali Idow Hassan        | Volunteer              |

Anmerkung: (EF) = Eröffnungsfeier, (AF) = Abschlussfeier, (O) = Offizieller, (T) = Trainer

## Statistik
| Rang    | Sportart       | EF | AF | ∑  |
| ------- | -------------- | -- | -- | -- |
| 1       | Leichtathletik | 9  | 2  | 11 |
| 2       | Offizieller    | 2  | 1  | 3  |
| 2       | Volunteer      | 0  | 3  | 3  |
| 4       | Boxen          | 1  | 0  | 1  |
| Gesamt: | Gesamt:        | 12 | 6  | 18 |

| Rang                   | Sportart | EF | AF | ∑ |
| ---------------------- | -------- | -- | -- | - |
| bisher keine Teilnahme |          |    |    |   |
| Gesamt:                | Gesamt:  | 0  | 0  | 0 |

| Rang    | Sportart       | EF | AF | ∑  |
| ------- | -------------- | -- | -- | -- |
| 1       | Leichtathletik | 9  | 2  | 11 |
| 2       | Offizieller    | 2  | 1  | 3  |
| 2       | Volunteer      | 0  | 3  | 3  |
| 4       | Boxen          | 1  | 0  | 1  |
| Gesamt: | Gesamt:        | 12 | 6  | 18 |